# Dichaetanthera articulata
Dichaetanthera articulata là một loài thực vật có hoa trong họ Mua. Loài này được Endl. mô tả khoa học đầu tiên năm 1840.